# Gbrainy
gbrainy és un joc de trencaclosques per a GNOME pensat per a l'ús educatiu. És programari lliure i està llicenciat sota la GNU GPL. El joc està escrit en llenguatge C# i posteriorment ha estat migrat a l'entorn d'escriptori gràfic Sugar, així com al Microsoft Windows.
Conté les següents activitats:
- Puzzles de lògica - jocs dissenyats per desafiar les habilitats de raonament i el pensament
- Càlcul mental - jocs basats en operacions aritmètiques dissenyats per millorar les habilitats de càlcul mental
- Entrenadors de memòria - jocs dissenyats per entrenar la memòria de curt termini